# حامول منشاري الفلقات
حامول منشاري الفلقات (الاسم العلمي:Cuscuta serruloba) هو نوع من النباتات يتبع جنس الحامول من الفصيلة المحمودية.